# Колман Коркский
Колман (VII век) — святой учитель Коркский. День памяти — 6 мая.
Святой Колман (Colman Mac Ui Cluasigh) около 664 года, в то время, как в Ирландии бушевала жёлтая чума, составил молитву в стихах об избавлении от напасти. Он вывез своих учеников на остров в море, полагая, что болезнь не сможет пройти за «девятый вал», куда они отправились, распевая эту молитву.
Эта молитва, составленная в духе школы святого Финбарра из Корка (память 4 июля), была опубликована в 1948 году в сборнике «1000 years of Irish Poetry», составленном Катлин Хоуглэнд (Kathleen Hoagland).